# إليزابيث باول بوند
إليزابيث باول بوند (بالإنجليزية: Elizabeth Powell Bond)‏ هي مربية أمريكية، ولدت في 25 يناير 1841، وتوفيت في 29 مارس 1926.